# Deca Sports
Deca Sporta ou Sports Island é um jogo da Hudson Software para o Nintendo Wii e brevemente para o Kinect da Xbox no qual se pode jogar dez modalidades esportivas diferentes. É similar ao Wii Sports, podendo-se jogar em single-player ou multi-player, em treino ou em competição.

## Esportes
Estes são os esportes disponíveis no jogo:
- badminton
- corrida de karts
- snowboard
- vôlei de praia
- futebol
- basquete
- corrida de motos
- patinação artística
- tiro ao alvo
- curling